# Блейман, Яков
Яков Блейман (8 сентября 1947, Вильнюс — июнь 2004, Хайфа) — израильский шахматист, международный мастер (1971).
Родился в Вильнюсе (Литовская ССР). С 1959 года жил в Израиле. В 1965 году начал карьеру шахматиста с чемпионата мира по шахматам среди юниоров в Барселоне. В 1971 году занял 7-8 место в Нетании, в 1976 году — 3-4 место в Нетании (победителями стали Аврам Кальдор и Исаак Радашкович).
Играл за Израиль на трёх шахматных Олимпиадах: в 1970 году, на 19-й Олимпиаде в Зигене (+4 −0 =5), в 1974 году, на 21-й Олимпиаде в Ницце (+6 −1 =8), в 1978 году, на 23-й Олимпиаде в Буэнос-Айресе (+3 −1 =3). Он также представил Израиль на 7-м Европейском Чемпионате по шахматам в Skara (1980).

## Изменения рейтинга
| Графики недоступны из-за технических проблем. См. информацию на Фабрикаторе и на mediawiki.org. |